# فيسنتي مونخي
فيسنتي مونخي (بالإسبانية: Vicente Monje)‏ (22 يونيو 1981 في الأرجنتين - ) هو لاعب كرة قدم أرجنتيني في مركز الهجوم. لعب مع أتلتيكو أتلانتا وأوردو سبور وأوليمبياكوس فولو وبيرسخوت إيه سي وفيرو كاريل أويستي ونادي أولمبياكوس ونادي أيك لارنكا وGimnasia y Tiro ‏.

## روابط خارجية
- فيسنتي مونخي على موقع اتحاد تركيا (لاعب) (الإنجليزية)
- فيسنتي مونخي على موقع قاعدة بيانات كرة القدم.إي يو (الإنجليزية)
- فيسنتي مونخي على موقع Soccerway.com (الإنجليزية)
- فيسنتي مونخي على موقع عالم كرة القدم.نت (الإنجليزية)